# Eolates
Eolates gracilis
Genre
Espèce
Eolates est un genre fossile de poissons marins à nageoires rayonnées appartenant à la famille des Latidae, au sein de l'ordre des Perciformes.
Une seule espèce est rattachée au genre : Eolates gracilis, décrite par le paléontologue suisse Louis Agassiz en 1833.

## Découverte et datation
Les fossiles d'Eolates, bien préservés, ne sont connus que sur le célèbre site paléontologique (Lagerstätte) du Monte Bolca sur la zone dite de « Pesciara », en Vénétie (Italie). Eolates gracilis a vécu dans les mers tropicales de l'océan Téthys, précurseur de la Méditerranée, au cours de l'Éocène inférieur (Yprésien), il y a environ entre 49 et 48,5 Ma (millions d'années),. 
L'environnement péri-récifal tropical de l'Éocène du Monte Bolca est sous influence à la fois côtière et de mer ouverte. Dans cet environnement, les fossiles ont été préservés dans des sédiments calcaires laminés, déposés dans une dépression à faible énergie, sous un environnement anoxique.

## Classification
Eolates est un Percoidei généralement placé dans la famille des Latidae,, une famille qui comprend, entre autres, l'actuelle perche du Nil (Lates niloticus).  Il est aussi rapproché d'un genre éteint de Perciformes du Monte Bolca : Cyclopoma.

### Publication originale
- L. Agassiz. 1833. Recherches Sur Les Poissons Fossiles. Tome IV (livr. 1). Imprimerie de Petitpierre, Neuchatel 17-32